# نالدویک
نالدویک (به هلندی: Naaldwijk) یک منطقهٔ مسکونی در هلند است که در وستلاند واقع شده‌است. نالدویک ۱۸٬۸۵۸ نفر جمعیت دارد.

## نگارخانه

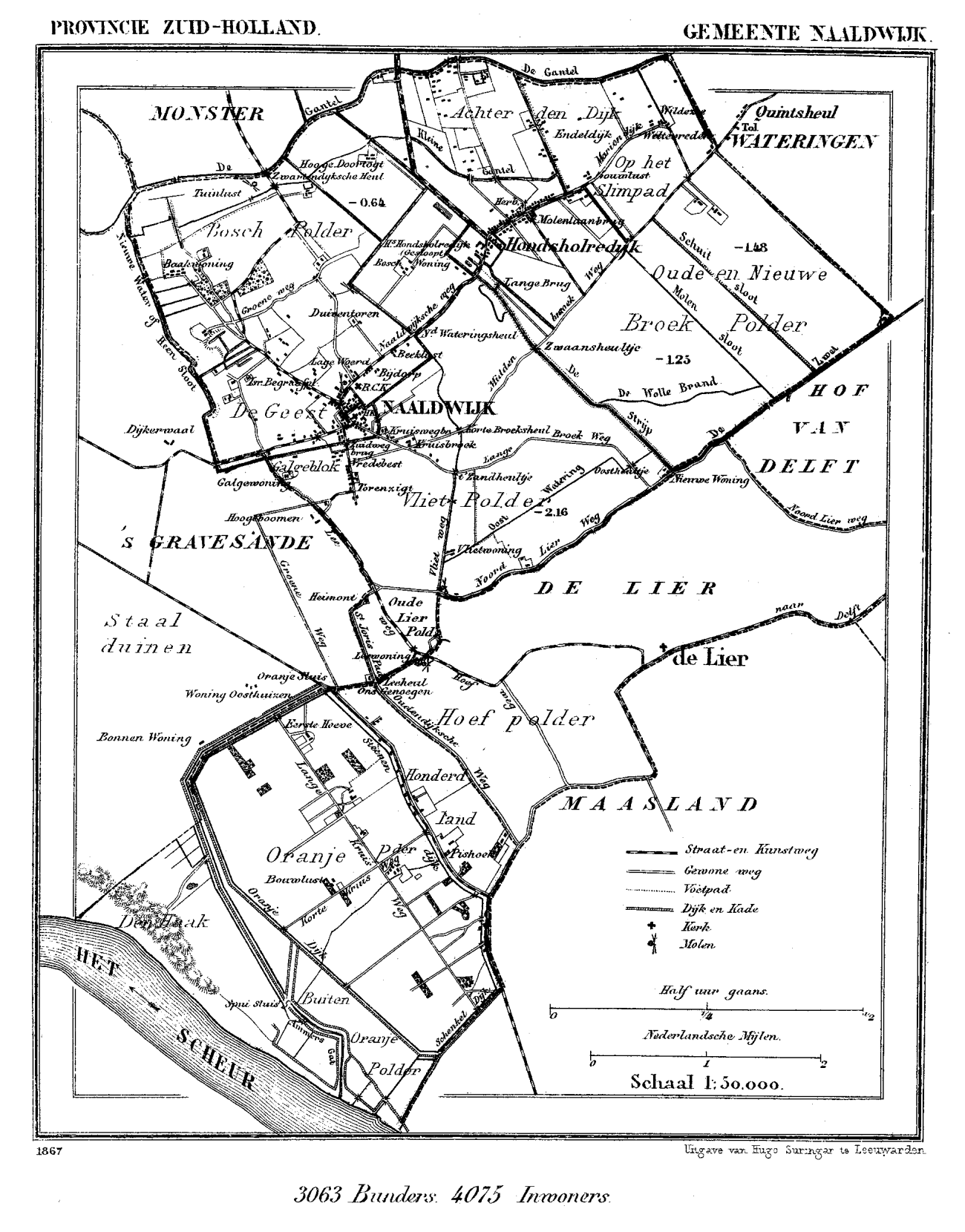
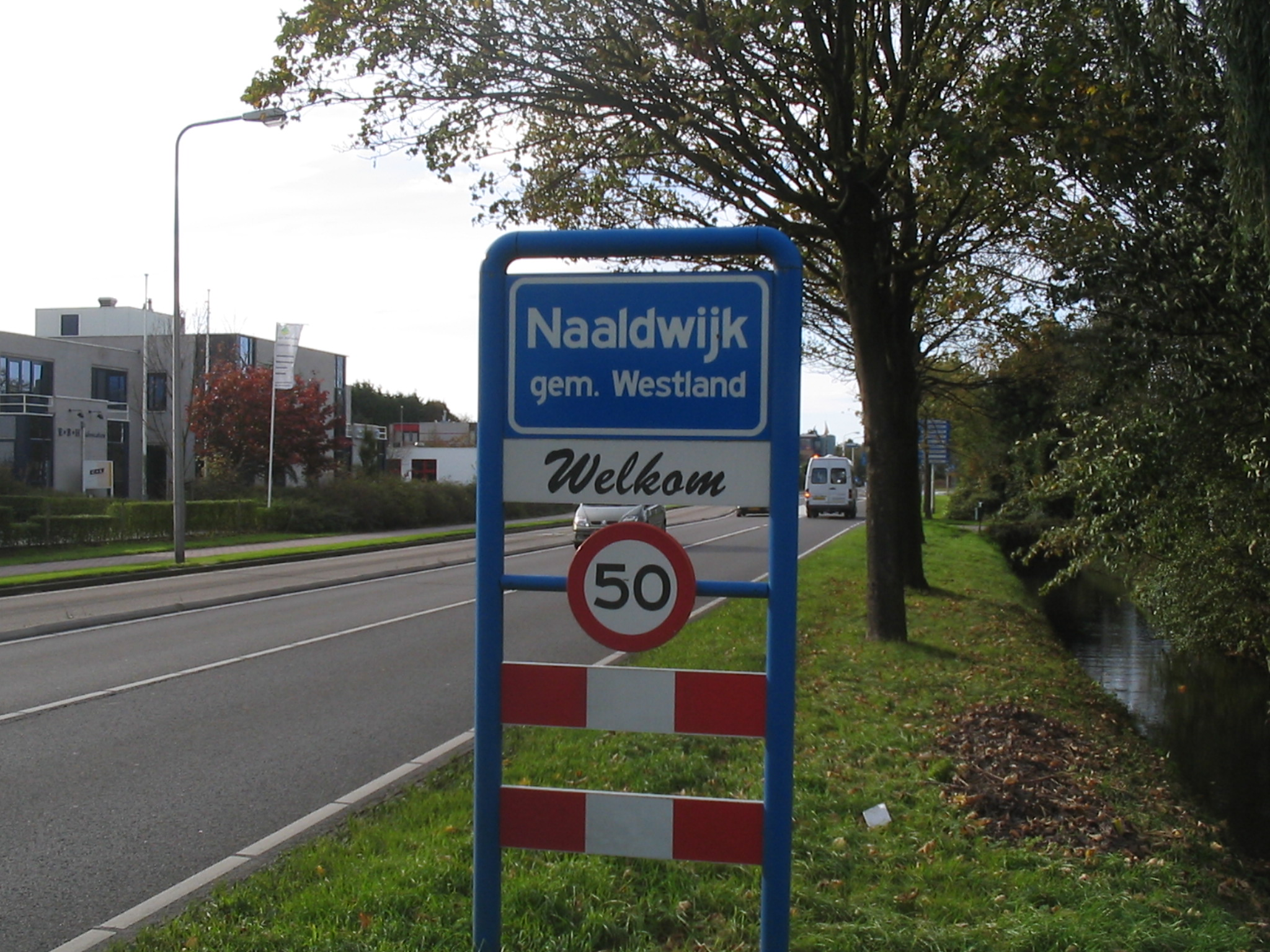
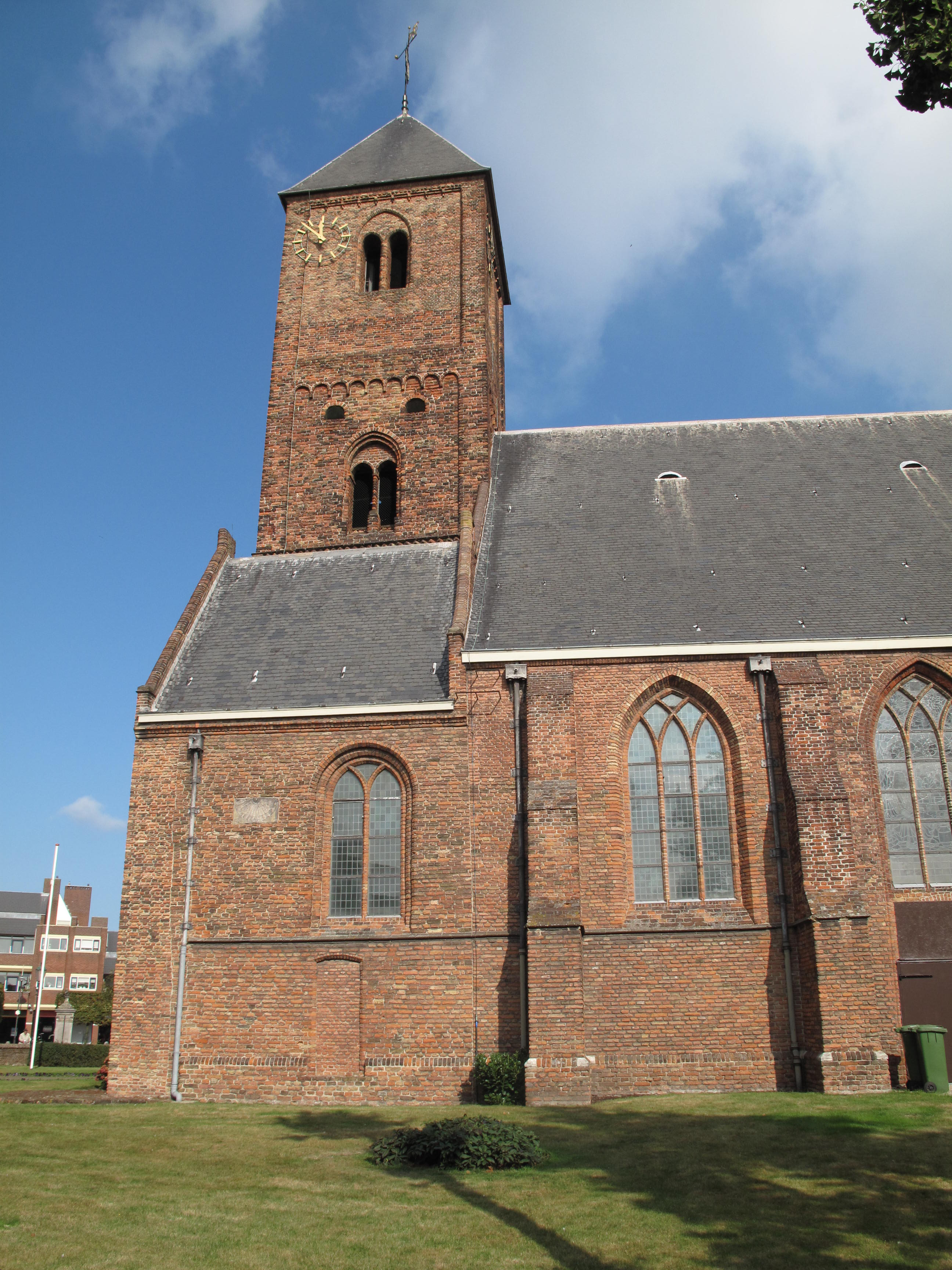
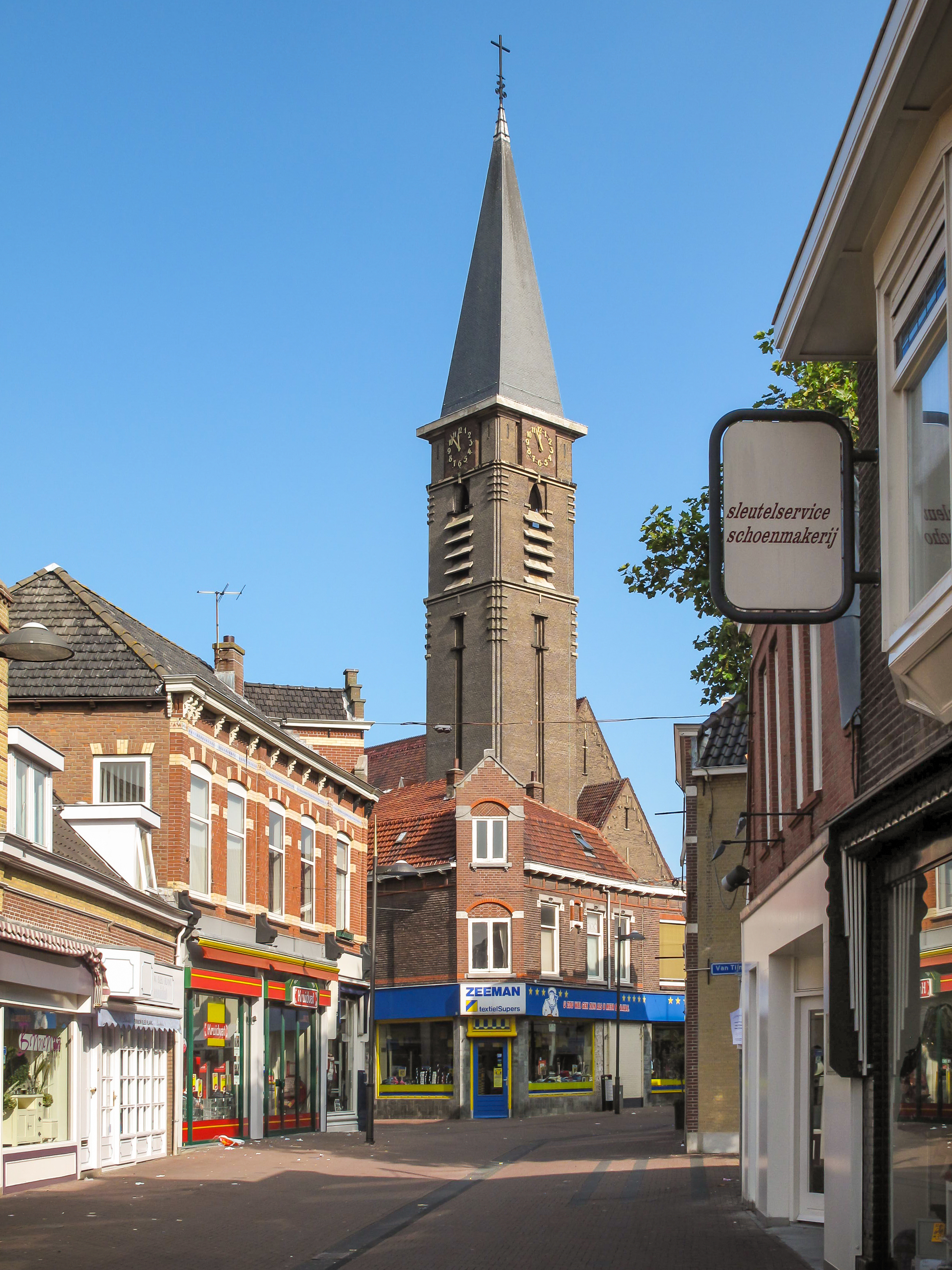
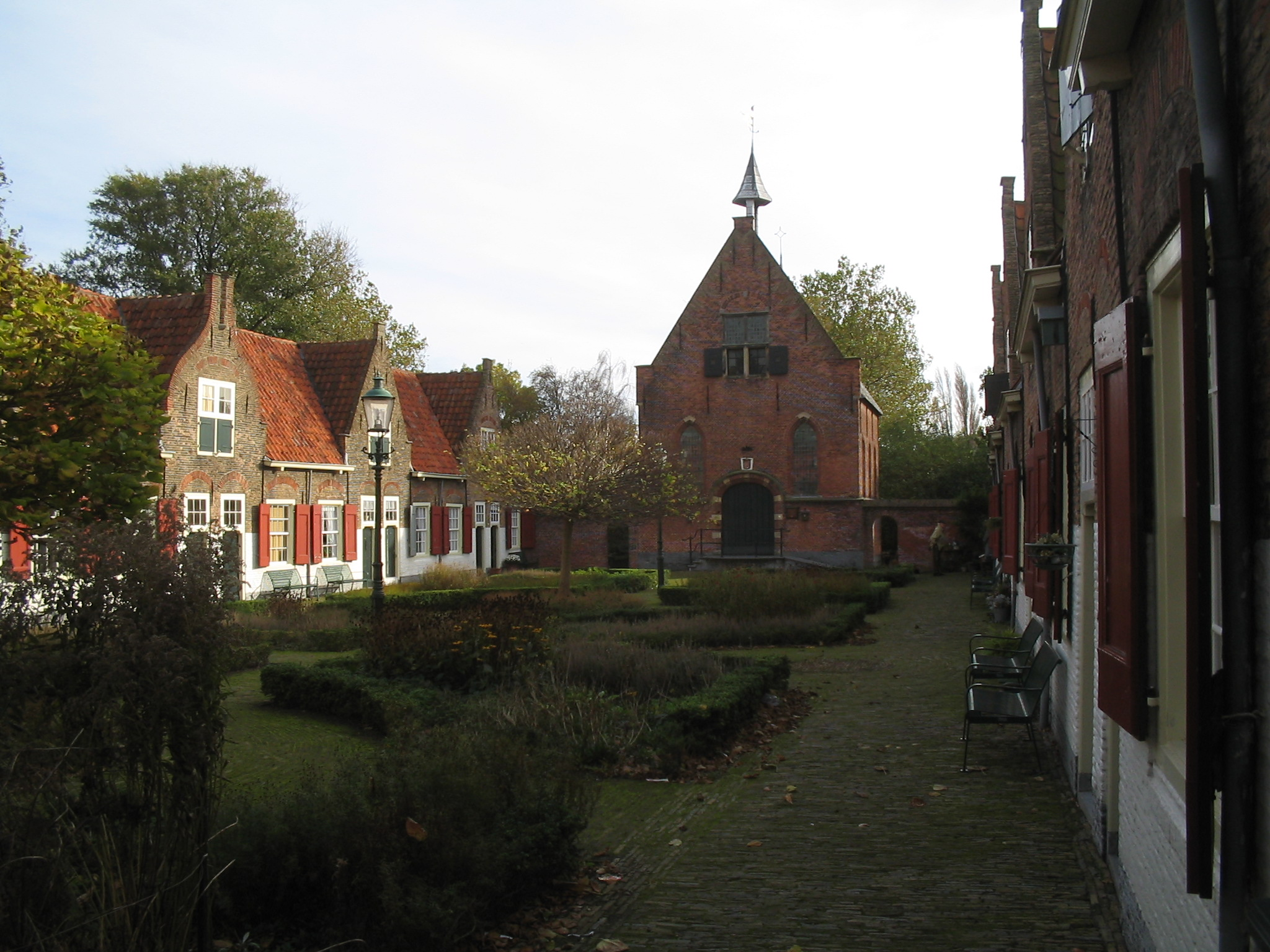
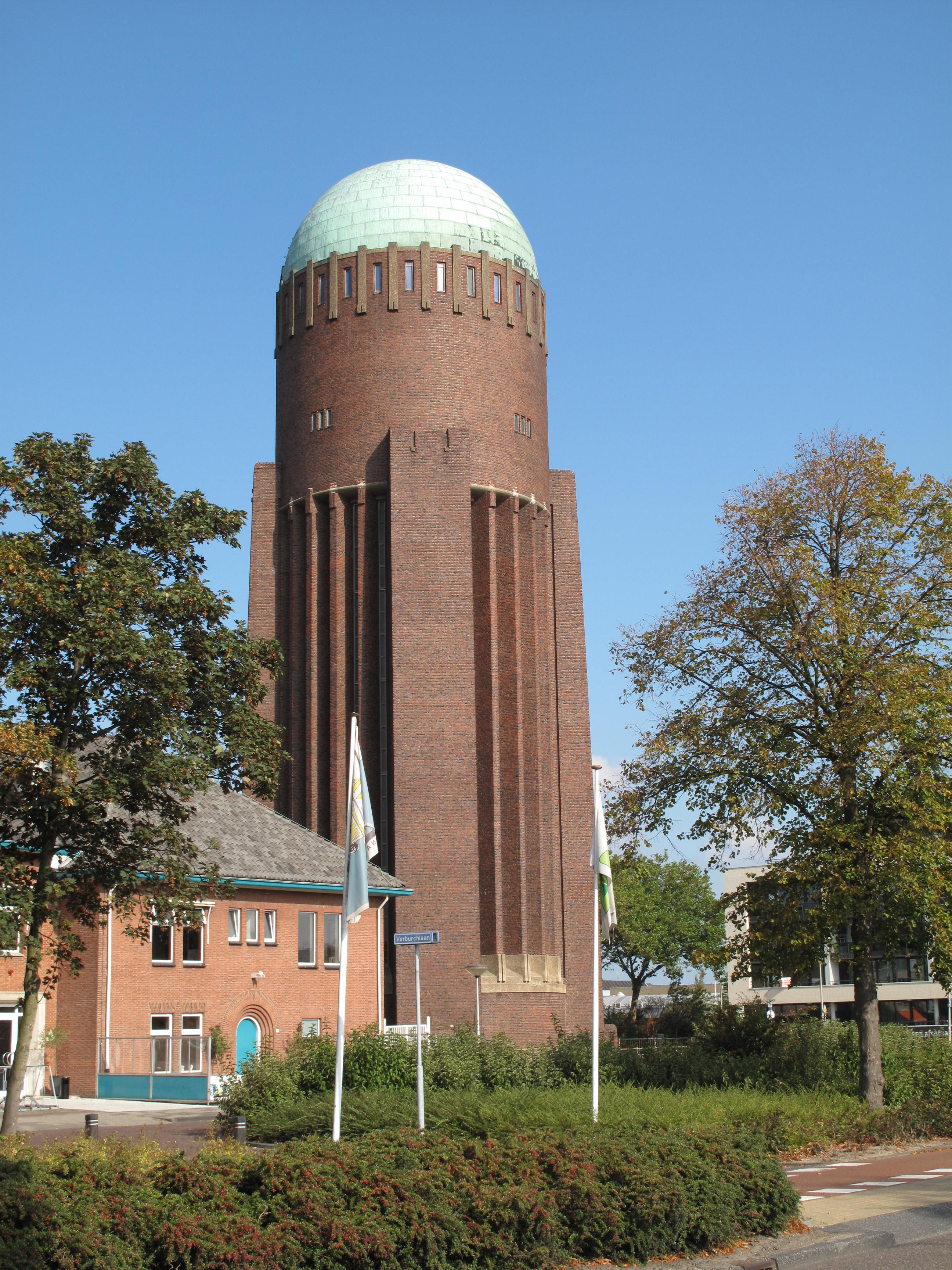
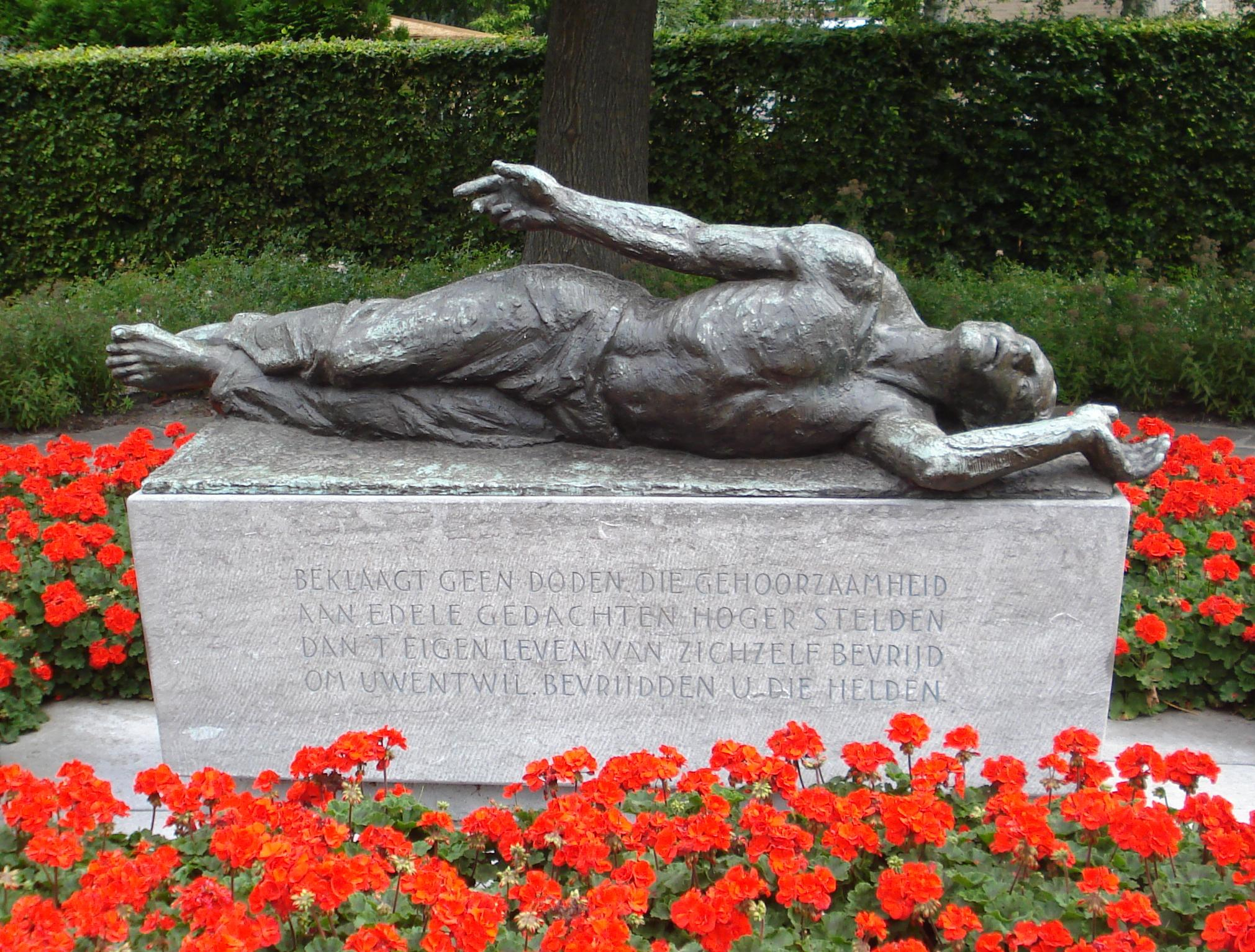